# Saison 1964-1965 de la WHL
Saison précédente Saison suivante
La saison 1964-1965 est la treizième saison de la Western Hockey League. Six équipes jouent 70 matchs de saison régulière à l'issue de laquelle les Buckaroos de Portland sont sacrés champions de la Coupe du président pour la deuxième fois de leur histoire.

## Saison régulière

### Classement
| Clt   | Équipe                  | PJ | V  | D  | N | BP  | BC  | Pts |
| ----- | ----------------------- | -- | -- | -- | - | --- | --- | --- |
| +001, | Buckaroos de Portland   | 70 | 42 | 23 | 5 | 267 | 216 | 89  |
| +002, | Totems de Seattle       | 70 | 36 | 30 | 4 | 204 | 198 | 76  |
| +003, | Canucks de Vancouver    | 70 | 32 | 32 | 6 | 263 | 244 | 70  |
| +004, | Maple Leafs de Victoria | 70 | 32 | 36 | 2 | 246 | 242 | 66  |
| +005, | Seals de San Francisco  | 70 | 31 | 37 | 2 | 255 | 283 | 64  |
| +006, | Blades de Los Angeles   | 70 | 26 | 41 | 3 | 217 | 269 | 55  |

- En gras : champion de la saison régulière
- En italique : qualifié pour les séries éliminatoires

### Meilleurs pointeurs
| Clt | Joueur          | Équipe        | PJ | B  | A  | Pts |
| --- | --------------- | ------------- | -- | -- | -- | --- |
| 1   | Guyle Fielder   | Seattle       | 70 | 14 | 78 | 92  |
| 2   | Art Jones       | Portland      | 70 | 34 | 56 | 90  |
| 3   | Billy McNeill   | Vancouver     | 68 | 29 | 59 | 88  |
| 4   | Pat Stapleton   | Portland      | 70 | 29 | 57 | 86  |
| 5   | Phil Maloney    | Vancouver     | 69 | 29 | 52 | 81  |
| 6   | Norm Johnson    | Los Angeles   | 69 | 26 | 55 | 81  |
| 7   | Milan Marcetta  | Victoria      | 70 | 34 | 46 | 80  |
| 8   | Gerry Goyer     | Portland      | 70 | 26 | 51 | 77  |
| 9   | Andrew Hebenton | Portland      | 70 | 34 | 40 | 74  |
| 10  | Wayne Connelly  | San Francisco | 70 | 26 | 46 | 72  |
| 11  | Len Haley       | San Francisco | 70 | 34 | 40 | 74  |

## Séries éliminatoires
Les quatre premières équipes de la saison régulière sont qualifiées pour les séries : le premier rencontre le troisième, le deuxième rencontre le quatrième et les vainqueurs jouent la finale. Toutes les séries sont jouées au meilleur des 7 matchs.
|  | Demi-finales | Demi-finales            | Demi-finales | Demi-finales            |   |                       | Finale | Finale | Finale | Finale |
|  |              |                         |              |                         |   |                       |        |        |        |        |
|  |              |                         |              |                         |   |                       |        |        |        |        |
|  | 1            | Buckaroos de Portland   | 4            | 4                       |   |                       |        |        |        |        |
|  | 1            | Buckaroos de Portland   | 4            | 4                       |   |                       |        |        |        |        |
|  | 3            | Canucks de Vancouver    | 1            | 1                       |   |                       |        |        |        |        |
|  | 3            | Canucks de Vancouver    | 1            | 1                       | 1 | Buckaroos de Portland | 4      | 4      |        |        |
|  |              |                         |              |                         | 1 | Buckaroos de Portland | 4      | 4      |        |        |
|  |              |                         | 4            | Maple Leafs de Victoria | 1 | 1                     |        |        |        |        |
|  | 2            | Totems de Seattle       | 4            | Maple Leafs de Victoria | 1 | 1                     | 3      | 3      |        |        |
|  | 2            | Totems de Seattle       |              |                         |   |                       |        | 3      |        |        |
|  | 4            | Maple Leafs de Victoria | 4            | 4                       |   |                       |        |        |        |        |
|  | 4            | Maple Leafs de Victoria | 4            | 4                       |   |                       |        |        |        |        |

## Récompenses

### Trophée collectif
| Coupe Lester Patrick : Vainqueurs des séries | Buckaroos de Portland |

### Trophées individuels
| Outstanding Goalkeeper Award : Meilleur gardien | Jim McLeod, Totems de Seattle            |
| Leading Scorer Award : Meilleur pointeur        | Guyle Fielder, Totems de Seattle         |
| George Leader Cup : Meilleur joueur             | Billy McNeill, Canucks de Vancouver      |
| Rookie Award : Meilleure recrue                 | George Swarbrick, Seals de San Francisco |
| Fred J. Hume Cup : Joueur le plus gentilhomme   | Andrew Hebenton, Invaders de Denver      |

### Équipe d'étoiles
Les six joueurs suivants sont élus dans l'équipe d'étoiles :
- Gardien : Jim McLeod, Totems de Seattle
- Défenseur : Gordon Sinclair, Totems de Seattle
- Défenseur : Pat Stapleton, Buckaroos de Portland
- Ailier gauche : Tom McVie, Buckaroos de Portland
- Centre : Billy McNeill, Canucks de Vancouver
- Ailier droit : Andrew Hebenton, Buckaroos de Portland